# Spiridon Luis
Spiridon „Spiros” Luis (nazwisko często pisane Spyridon Louis; ur. 12 stycznia 1873 w Amarusio, zm. 26 marca 1940 tamże) – grecki woziwoda i lekkoatleta, pierwszy zwycięzca maratonu (wówczas na dystansie 40 km) w historii nowożytnych igrzysk olimpijskich. Złoty medal olimpijski zdobył podczas igrzysk w 1896 w Atenach. Zwycięstwo greckiego zawodnika w biegu maratońskim przypomniało wszystkim historię legendarnego ateńskiego żołnierza Filippidesa.

## Życiorys
Spiridon Luis pochodził z ubogiej rodziny, zamieszkującej miasto Amarusio, obecne północne przedmieścia stolicy Grecji. Jego ojciec sprzedawał wodę mineralną w Atenach, a młody Spiridon zajmował się jej rozwożeniem po mieście. Do startu w biegu zachęcił go major Papadiamantopoulos, pod którego rozkazami pozostawał, gdy Luis odbywał swoją służbę wojskową w latach 1893–1895. Luis dał się poznać wówczas jako dobry i wytrzymały biegacz. Major zajmował się przygotowaniem greckich biegaczy do igrzysk. Luis wystartował w biegach eliminacyjnych, zakwalifikował się do biegu olimpijskiego, który później wygrał. Zwycięstwo Luisa zostało przyjęte z niezwykłym entuzjazmem przez jego rodaków, traktujących maraton jako najbardziej grecki ze sportów. Na ostatniej prostej do mety wraz z Luisem biegli synowie królewscy, Konstantyn i Jerzy. Jeden z najbogatszych ludzi w Atenach, Jeorjos Awerof, obiecał zwycięzcy maratonu rękę swojej córki, ale ten (już zaręczony z dziewczyną z rodzinnego miasta imieniem Heleni) nie skorzystał z tej oferty.